# 남성여자중학교
남성여자중학교(南星女子中學校)는 부산광역시 중구 대청동1가에 있었던 사립 중학교이다.

## 연혁
- 1941년 5월 1일 : 흥아고등여학원으로 개교
- 1943년 4월 30일 : 흥아실무여학원으로 변경
- 1945년 10월 11일 : 남조선고등여학교로 변경
- 1949년 9월 11일 : 남조선여자중학교로 변경
- 1951년 7월 5일 : 남성여자중학교로 변경
- 2004년 2월 29일 : 폐교[1]

## 같이 보기
- 남성초등학교
- 남성여자고등학교